# Júlio Baptista
Júlio César Pereira Baptista (* 1. Oktober 1981 in São Paulo) ist ein ehemaliger brasilianischer Fußballspieler. Der Mittelfeldspieler bestritt von 2001 bis 2010 48 Spiele für die brasilianische Nationalmannschaft, mit der er die Copa Américas 2004 und 2007 sowie die FIFA-Konföderationen-Pokale 2005 und 2009 gewann. In den europäischen Topligen war er für den FC Sevilla, Real Madrid, den FC Arsenal und AS Rom aktiv.

## Karriere

### Verein

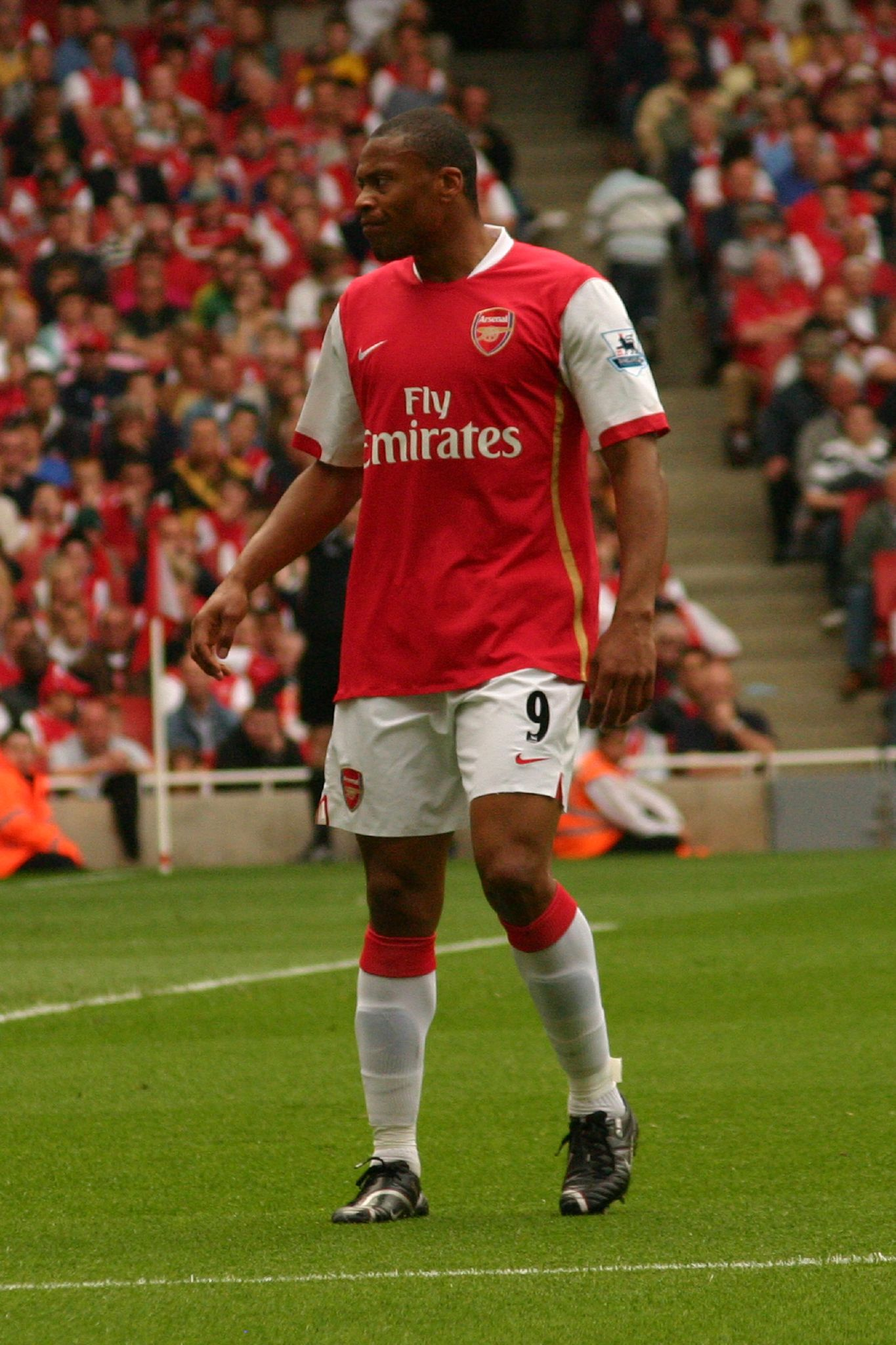
Baptista im Trikot des FC Arsenal 2007

Im Jahr 2000 begann Baptista in seiner Heimatstadt beim Traditionsverein FC São Paulo seine Profilaufbahn. Er spielte dort im zentralen Mittelfeld gemeinsam mit bekannten Spielern wie etwa Kaká. Aufgrund seiner beeindruckenden körperlichen Konstitution wurde er zur damaligen Zeit von den Fans Der Panzer gerufen.
2003 wechselte er zum spanischen Erstligisten FC Sevilla und spielte dort nicht mehr im zentralen Mittelfeld wie in Brasilien, sondern als hängende Spitze im Sturm. Das Ergebnis waren 38 Tore in 63 Spielen in seinen ersten zwei Jahren in der spanischen Primera División. Als Folge seiner guten Leistungen wurde neben anderen Spitzenklubs Real Madrid auf Die Bestie, wie ihn die spanischen Fans liebevoll nennen, aufmerksam und verpflichtete ihn im Sommer 2005 für umgerechnet 20 Millionen Euro.
Beim spanischen Rekordmeister erhielt er die Trikotnummer 8 zugeordnet und wurde seither als Allrounder im offensiven Mittelfeld, im zentralen Mittelfeld, als hängende Spitze und vereinzelt auch am Flügel eingesetzt. 2006 wechselte er leihweise im Tausch mit José Antonio Reyes zum FC Arsenal, kehrte aber zur Saison 2007/08 zurück zu Real Madrid, nachdem Arsenals Trainer Wenger die Kaufoption nicht ziehen wollte.
Zur Saison 2008/09 wechselte Baptista für neun Millionen Euro (plus einer Extra-Prämie von je einer Million Euro im Fall der Champions-League-Qualifikation in den nächsten beiden Jahren) von Real zum AS Rom. Beim italienischen Verein erhielt der Brasilianer einen Vierjahresvertrag, der ihm 4,5 Millionen Euro pro Saison einbringt. Auf Anhieb bewies er seine Qualitäten beim italienischen Hauptstadtklub und wurde Führungsspieler. In seinem zweiten Jahr bei der Roma kam Baptista zu weniger Einsätzen. Am Ende der Spielzeit wurde das Team Vize-Meister und erreichte das Finale der Coppa Italia. In beiden Wettbewerben scheiterte die Mannschaft an Inter Mailand. Im Endspiel um den nationalen Pokal wurde Baptista nicht berücksichtigt. Grund waren die nachlassenden Leistungen des Allrounders und die Konkurrenz durch Spieler wie Francesco Totti, Mirko Vučinić, Jérémy Ménez und Simone Perrotta.
Im Winter 2011 zog es Baptista mit seinem Wechsel zum FC Málaga erneut nach Spanien. Er unterschrieb dort einen Vertrag bis 2014.
Im Sommer 2013 schloss sich Baptista dem Cruzeiro Esporte Clube an. Mit diesem konnte er im selben Jahr die brasilianische Meisterschaft gewinnen. Ein Erfolg, der 2014 wiederholt werden konnte. Ende 2015 lief der Vertrag aus und wurde nicht verlängert.
Im August 2018 wechselte er nach Rumänien zum Erstligisten CFR Cluj.

### Nationalmannschaft
Sein Debüt in der Nationalmannschaft Brasiliens feierte Baptista bereits als 19-Jähriger beim Konföderationen-Pokal 2001 in Japan und Südkorea. Dort kam er am 4. Juni 2001 zu seinem ersten Einsatz im Dress der Südamerikaner. Beim 0:0 gegen Gastgeber Japan wechselte ihn der damalige Trainer Émerson Leão in der 62. Minute für Ramon ein. Zwei Jahre darauf wurde Baptista in einen U-23-Kader berufen, der beim CONCACAF Gold Cup 2003 die Farben seines Landes vertreten sollte.
Der Allrounder kam in allen fünf möglichen Spielen zum Einsatz, wobei die Mannschaft im Finale mit 0:1 nach Verlängerung an Mexiko scheiterte. In der Folgezeit wurde Baptista regelmäßig in den Kader der Seleção berufen. Infolgedessen war er im Aufgebot für die Copa América 2004 und 2007 sowie dem Konföderationen-Pokal 2005 und 2009. Nachdem Baptista während der Qualifikation zur WM-Endrunde 2010 regelmäßig auflief, berief ihn Trainer Carlos Dunga im Mai 2010 in den Kader der Brasilianer. Während des gesamten Turniers kam der Mittelfeldspieler allerdings nur zu einem Einsatz. Im Viertelfinale schied das Team gegen die Niederlande aus.

## Erfolge
Nationalmannschaft
- Copa América: 2004, 2007
- Konföderationen-Pokal: 2005, 2009

São Paulo
- Staatsmeisterschaft von São Paulo: 2000
- Torneio Rio-São Paulo: 2001

Real Madrid
- Spanischer Meister: 2008

Cruzeiro
- Campeonato Brasileiro: 2013, 2014
- Staatsmeisterschaft von Minas Gerais: 2014